# Hela Cheikhrouhou
Pour les articles homonymes, voir Famille Cheikhrouhou.
Hela Cheikhrouhou, née le 11 mai 1972 à Tunis, est une femme politique tunisienne, directrice du département climat de la Banque africaine de développement puis directrice exécutive du Fonds vert pour le climat.
En 2016, elle est nommée au poste de ministre de l'Énergie, des Mines et des Énergies renouvelables dans le gouvernement de Youssef Chahed.

## Biographie
Elle est née à Tunis, en 1972, d'un père ingénieur pétrolier et directeur de la Sitep. Après des études secondaires dans sa ville natale, elle obtient, en 1994, une maîtrise en business et finance de l'université de Carthage, plus précisément de l'Institut des hautes études commerciales de Carthage. Elle obtient une bourse de l’Agence canadienne de développement international pour préparer un master de finance au Canada, à HEC Montréal, qu'elle obtient en 1996. Elle se voit proposer ensuite un poste à la Citibank de Tunis ; elle y entre comme trader puis est promue trésorière pour les activités au Maroc, puis vice-présidente chargée de la gestion des risques au Maghreb,.
À l'âge de 31 ans, elle donne un tournant à son parcours en se lançant dans les institutions financières internationales. De 2003 à 2007, elle exerce la fonction d’économiste financier à la Banque mondiale, à Washington, chargé du département finance, secteur privé et infrastructures, pour la région Amérique latine et Caraïbes. Après ce passage à la Banque mondiale, elle revient à Tunis pour intégrer la Banque africaine de développement (BAD). En 2010, elle prend la tête d’une nouvelle direction au sein de la BAD, qui réunit l’énergie, l’environnement et le changement climatique. Elle y supervise des projets complexes comme le barrage hydroélectrique du Grand Inga, en République démocratique du Congo,.

### Direction du Fonds vert pour le climat
Elle se porte candidate en 2013 à la direction du Fonds vert pour le climat, face à un Colombien et à un Néerlandais, et l’emporte. En cette même année 2013, elle donne naissance à un garçon. À partir de cette date, elle vit à Incheon, en Corée du Sud, où se trouve le siège de sa structure onusienne, réunissant une cinquantaine de personnes,, tout en effectuant de fréquents déplacements. Elle se trouve par exemple à Manille pour accompagner le président français François Hollande lors d’une visite sur le thème de la vulnérabilité des îles au changement climatique, à Bamako pour mobiliser les ministres africains des Finances de la zone franc sur le climat, à Berlin pour la première réunion formelle des donateurs du Fonds vert pour le climat, ou encore à Lima pour une conférence sur le climat de l’ONU.

### Ministre
Le 20 août 2016, elle est nommée au poste de ministre de l'Énergie, des Mines et des Énergies renouvelables dans le gouvernement de Youssef Chahed,. Elle est la première femme à occuper cette fonction.
Lors de son mandat, elle lance plusieurs projets, dont la stratégie de l’énergie 2030 (approuvée pour le plan d’investissement des énergies renouvelables) afin d'investir dans le secteur de l’énergie et de contribuer à relancer l’économie de la Tunisie. Elle doit également justifier la hausse du prix de l’électricité pour les consommateurs.
Elle quitte son poste le 12 septembre 2017.

### Webographie
- « Hela Cheikhrouhou, une Tunisienne, nommée directrice à la BAD », sur businessnews.com.tn, 17 mai 2010.
- (en) « Hela Cheikhrouhou », sur bloomberg.com.
- « Hela Cheikhrouhou : le défi de lancer le Fonds vert pour le climat », sur Leaders, 13 août 2013.